# لئونارد (تگزاس)
لئونارد، تگزاس(به انگلیسی: Leonard, Texas) شهری در ایالت تگزاس از ایالات جنوبی ایالات متحده آمریکا است. در سرشماری سال ۲۰۰۰، جمعیت این شهر ۱۸۴۶ نفر اعلام شد.